# مقبس 479
مقبس 479 (بالإنجليزية: Socket 479) وهو مقبس من إنتاج شركة إنتل لوحداتها من نوع بنتيوم أم وسيليرون أم بالإضافة إلى بنتيوم 3 من طراز تولاتن أم (Tualatin-M) للحواسيب المحمولة. على الرغم من أن المقبس يحتوي على 479 وصلة, فإن الوحدات المستخدمة له تحوي فقط على 478 إبرة, ولكنها مختلفة الترتيب الإلكتروني (أي الوصلات الوجودة في نفس المكان لا تستخدم لنفس الهدف) عن مقبس 478. ولكن قامت شركة أسوس بإنتاج وصلة اسمها CT-479 لتمكن من تركيب الوحدات المستخدمة لمقبس 479 أن تعمل على مقبس 478 في بعض من لوحات الأم التي تنتجها.

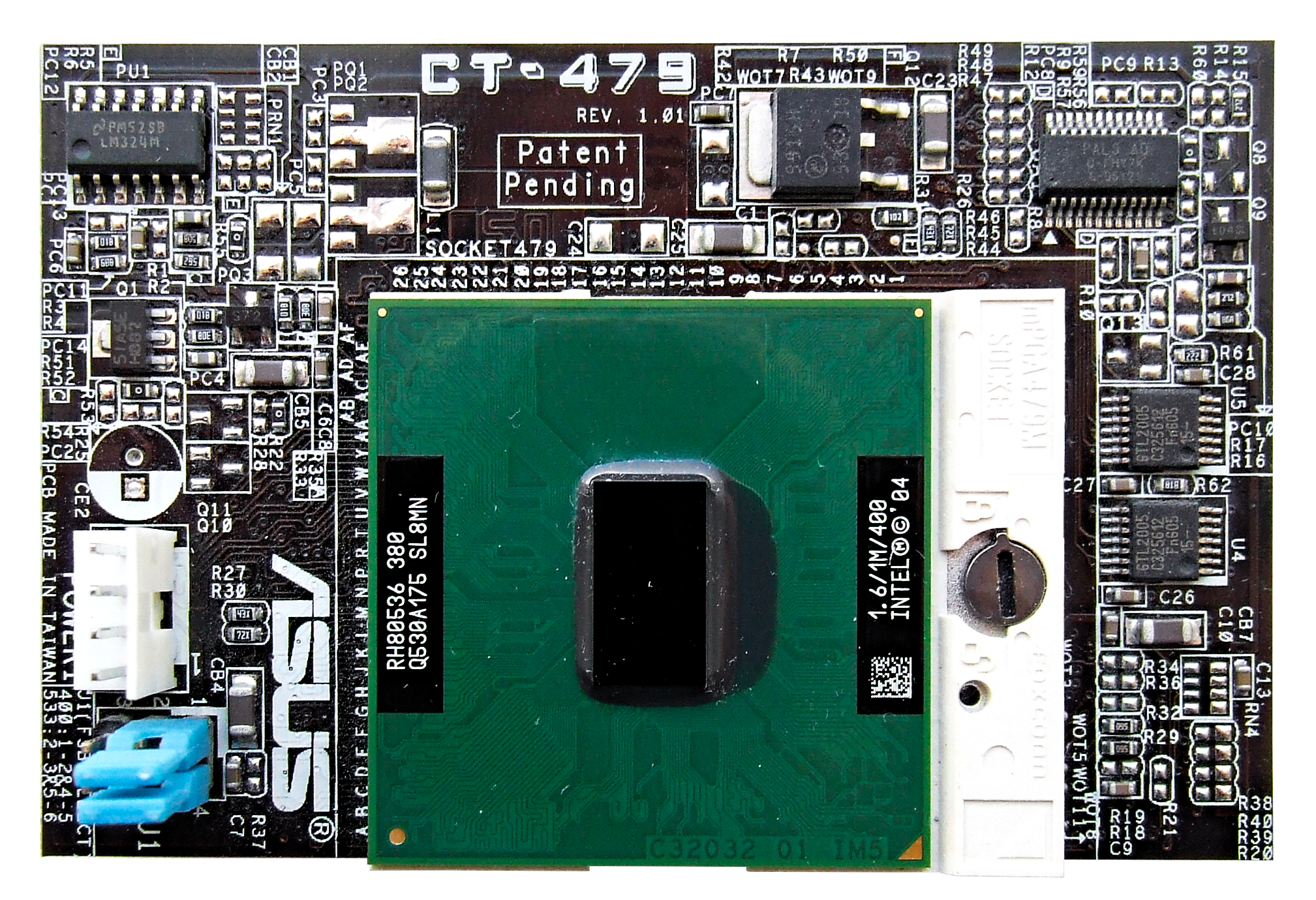
وصلة CT-479 من شركة أسوس التي تمكن وحدات المعالجة المركزية المستخدمة في مقبس 479 أن تستخدم مقبس 479